# Mazcuerras
Mazcuerras és un municipi de la Comunitat Autònoma de Cantàbria situat a la comarca de Vall del Saja.

## Localitats
- Cos, 255 habitants, a 2 quilòmetres de la capital municipal.
- Herrera de Ibio, 240 habitants, a 4 quilòmetres de la capital municipal.
- Ibio, 140 habitants, a 5 quilòmetres de la capital municipal.
- Mazcuerras ó Luzmela (capital), 336 habitants, a 46 quilòmetres de Santander
- Riaño de Ibio, 161 habitants, a 5 quilòmetres de la capital municipal.
- Sierra de Ibio, 140 habitants, a 6 quilòmetres de la capital municipal.
- Villanueva de la Peña, 746 habitants, a 2 quilòmetres de la capital municipal.

## Municipis limítrofs
- Nord: Cabezón de la Sal i Reocín.
- Sud: Cieza (Cantàbria) i Ruente.
- Est: Cartes i Los Corrales de Buelna.
- Oest: Ruente i Cabezón de la Sal.

## Demografia
| 1900  | 1910  | 1920  | 1930  | 1940  | 1950  | 1960  | 1970  | 1980  | 1990  | 2000  | 2005  |
| ----- | ----- | ----- | ----- | ----- | ----- | ----- | ----- | ----- | ----- | ----- | ----- |
| 1.755 | 1.757 | 1.625 | 1.676 | 1.615 | 1.796 | 1.871 | 1.939 | 1.919 | 1.848 | 1.869 | 1.997 |

Font: INE

## Administració
| Eleccions municipals, 25 de maig de 2003 |      |        |          |
| Partit                                   | Vots | %      | Regidors |
| PSOE                                     | 528  | 38,85  | 4        |
| PP                                       | 507  | 37,31  | 3        |
| PRC                                      | 165  | 12,14% | 1        |
| UCN                                      | 140  | 10,30% | 1        |

| Eleccions municipals, 27 de maig de 2007 |      |        |          |
| Partit                                   | Vots | %      | Regidors |
| PP                                       | 511  | 37,06% | 4        |
| PSOE                                     | 438  | 31,76% | 4        |
| PRC                                      | 237  | 17,19% | 1        |
| PCSC                                     | 169  | 12,26% | 1        |

## Personatges il·lustres
- Josefina Aldecoa (1926-2011), escriptora i pedagoga espanyola